# حیات وحش نیجریه

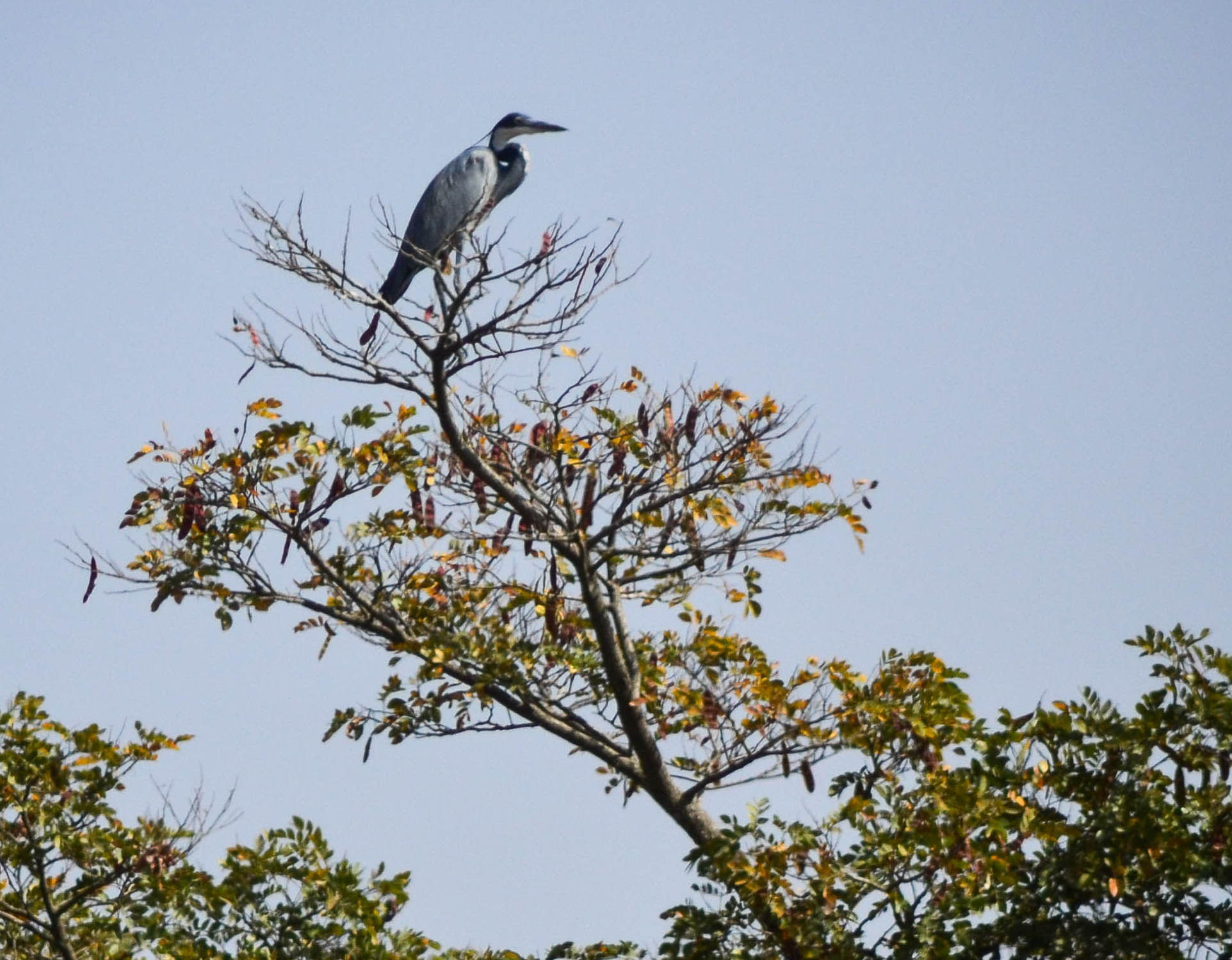
حواصیل سرسیاه

حیات وحش نیجریه متشکل از گیاگان و زیاگان این کشور در غرب آفریقا است. این کشور واقع در آفریقای جنوب صحرا دارای هفت پارک ملی است. درنای تاج‌دار سیاه حیوان رسمی نیجریه است که بوم‌زاد آنجاست.

## اکوسیستم
نیجریه سرزمینی با اکوسیستم‌های متنوع است و جنگل، مرداب، کوهستان، بیابان و دشت را در خود جای داده است. بنابراین، بسیاری گونه‌های جانوری مختلف را در این کشور می‌توان یافت. بیش از ۲۲۰۰۰ گونه مهره‌دار و بی‌مهره در نیجریه زیست می‌کنند.

## تنوع زیستی
تنوع زیستی نیجریه بی‌نظیر و حیات وحش آن گسترده است. از آنجا که زیستگاه‌های بسیار زیادی در این کشور وجود دارد، پستانداران گوناگونی در آنجا زیست می‌کنند. برخی از معمول‌ترین پستانداران در آنجا شیر، پلنگ، کفتار، شغال، اسب آبی، فیل، موریانه‌خوار، میمون، انتر دم‌کوتاه، موش، سنجاب و خفاش هستند. در این کشور بیش از ۹۴۰ گونه پرنده زیست می‌کنند که پنج تای آن‌ها بوم‌زاد این کشور هستند. مناطق جغرافیایی مختلف پرندگان مختلفی را در خود جای داده‌اند؛ برخی از آنها فقط در ساوانا یافت می‌شوند و برخی در جنگل نیز زندگی می‌کنند. حداقل ۲۱ گونه پرنده ممکن است در نتیجه جنگل‌زدایی و کشاورزی منقرض شوند.